# 凹叶女贞
凹叶女贞（学名：Ligustrum retusum）为木犀科女贞属的植物。分布在中国大陆的海南等地，常生于山坡灌丛、密林中、疏林中及海边，目前尚未由人工引种栽培。